# Try Sutrisno
Try Sutrisno (né le 15 novembre 1935) est un général et homme politique indonésien. Il a été vice-président d'Indonésie de 1993 à 1998 sous la dictature de Soeharto.